# Timóteo (almirante)
Timóteo foi um almirante ateniense, filho de Conon (almirante). Segundo Pausânias, ele foi o pai de Ifícrates, mas analistas modernos supõe que este foi um erro de Pausânias.
Do ponto de vista militar, ele foi comparável ao seu pai, excedendo o pai em cultura e inteligência.
Uma estratégia naval sua, contra os espartanos, foi enviar vinte navios rápidos para fustigar os espartanos; quando Timóteo observou que o inimigo estava menos ativo nas manobras, avançou e os derrotou, porque eles estavam cansados.
Seus adversários atribuíram seus sucessos à Fortuna, representado-o dormindo enquanto a Fortuna jogava sua rede sobre as cidades; Timóteo ficou furioso, porque eles estavam roubando sua glória, e disse, quando voltou de uma campanha: Nesta campanha, pelo menos, homens de Atenas, a Fortuna não teve sua parte. A partir daí, a deusa parou de ajudá-lo, e ele não fez mais nada de brilhante, ofendeu o povo e terminou por ser banido de Atenas.